# Двенадцать месяцев (мультфильм)
«Двена́дцать ме́сяцев» — советский полнометражный рисованный мультфильм, снятый режиссёрами Иваном Ивановым-Вано и Михаилом Ботовом в 1956 году на студии «Союзмультфильм» по сценарию, написанному Николаем Эрдманом и Самуилом Маршаком по мотивам одноимённой пьесы Самуила Маршака, написанной в период Великой Отечественной войны (в 1942—1943 годах) для МХАТа.
Первоначально сама пьеса была поставлена в Московском театре юного зрителя в 1947 году, затем во МХАТе через год, и наконец в 1956 году был выпущен восьмой полнометражный мультфильм студии «Союзмультфильм» (Москва). Он характерен качественной и трудоёмкой рисованной мультипликацией.

## Создатели
Главные создатели:
- Сценарий: Самуил Маршак и Николай Эрдман
- Постановка: Ивана Иванова-Вано
- Режиссёр: Михаил Ботов
- Художники-постановщики: Александр Беляков, Константин Карпов, Анатолий Курицын
- Эскизы и типажи: Анатолия Сазонова
- Операторы: Николай Воинов, Елена Петрова
- Композитор: Моисей Вайнберг
- Звукооператор: Николай Прилуцкий
- Ассистенты режиссёра: В. Свешникова, Галина Андреева, Лидия Сазонова
- Ассистент художника: Татьяна Сазонова
- Художники-мультипликаторы: Елена Хлудова, Татьяна Фёдорова, Фёдор Хитрук, Борис Меерович, Николай Фёдоров, Владимир Попов, Константин Чикин, Фаина Епифанова, Василий Рябчиков, Владимир Крумин, Лев Попов, Борис Бутаков
- Художники-декораторы: Вера Валерианова (в титрах как «В. Валерьянова»), Елена Танненберг, Ольга Геммерлинг, Константин Малышев
- Директор картины: Натан Битман

Фильм восстановлен на киностудии имени Горького в 1987 году. Режиссёр восстановления — Владимир Беренштейн
При восстановлении были перезаписаны песни Волка («Спит под Новый Год…») и 12-ти месяцев («Гори, гори ясно!..»), а также часть музыки.

## Сюжет
Зима. Королевский дворец. У юной королевы идут занятия. Профессор рассказывает о временах года и, когда упоминает о весенних подснежниках, Королева заявляет, что желает немедленно иметь их у себя во дворце. Профессор пробует убедить её, что зимой это невозможно, однако Королева издаёт указ, где обещает за корзину цветов такую же корзину золота. Жадная Мачеха и её ленивая Дочка, узнав о королевской награде, тут же отправляют Падчерицу в лес за подснежниками.
Девочка бредёт по лесу и случайно выходит на поляну, где вокруг костра сидят двенадцать Братьев-Месяцев. Падчерица рассказывает им о своей беде, и Апрель уговаривает братьев уступить ему часок, чтобы помочь ей. Январь передаёт Апрелю ледяной посох, превратившийся в деревце, и на поляне наступает весна. Девочка набирает корзину подснежников, а Апрель дарит ей волшебное колечко и просит никому не рассказывать о том, что она видела в лесу. Январь просит месяц на небе проводить девочку до дому, после чего возвращает себе посох, вновь ставший ледяным, и призывает метель, чтобы скрыть пути к костру.
Мачеха с Дочкой приходят с подснежниками в королевский дворец. Увидев цветы, капризная Королева требует, чтобы ей тот же час показали место, где они растут. Мачехе и Дочке приходится сознаться, что за подснежниками ходила Падчерица. Падчерица соглашается снова пойти в лес за цветами, но отказывается показать то место, где собирала подснежники. Тогда Мачеха посылает свою Дочку следить за Падчерицей, а Королева со своей свитой отправляется вслед за ними. Не получив ответа о том, где же всё-таки в зимнем лесу растут подснежники, своенравная Королева отнимает у Падчерицы волшебное колечко и бросает в снег. Падчерица успевает произнести волшебные слова и бежит вслед за колечком. Королева и её свита устремляются за ней, всех подхватывает вьюга, и они оказываются на поляне.
И вдруг зима чудесным образом сменяется весной, весна — летом, лето — осенью, и за осенью снова наступает зима. На поляне появляется Январь и предлагает незваным гостям выполнить их желания. Королева хочет вернуться домой, Профессор — чтобы времена года по-прежнему шли своим чередом, Солдат — просто погреться у костра, а Мачеха с Дочкой — шубы на собачьем меху. Январь даёт им шубы, они начинают ругаться и превращаются в собак. Январь велит Солдату запрягать их в сани и править на огонёк — там горит костёр.
На поляне возле костра собрались все Братья-Месяцы, а с ними — нарядная Падчерица. Февраль дарит ей сани, Май — тройку коней, а Март — бубенцы для саней. Королева приказывает главной героине подвезти её во дворец и обещает наградить по-королевски, но той не нужна награда. Солдат советует Королеве попросить не по-королевски, а просто по-человечески. Королева понимает и просит Падчерицу, и та соглашается. Обратно Падчерица, Королева и Профессор возвращаются на санях. Месяцы желают им доброй дороги. Наступает утро и Новый Год.

## Роли озвучивали
- Владимир Володин
- Людмила Касаткина
- Григорий Шпигель
- Татьяна Барышева
- Георгий Вицин
- Юлия Юльская
- Галина Новожилова
- Алексей Грибов
- Эраст Гарин

## Музыка и песни
Музыку к данному мультфильму и его песням написал и сочинил Моисей Вайнберг. Песни к данному мультфильму выпускалась на детских пластинках московским, апрелевскими, ленинградским и другими заводами, с середины 1960-х фирмой «Мелодия» в сборниках песен из мультфильмов. Позднее, песни выпущены на магнитных лентах и аудиокассетах «Свема». В 1990-е годы песни выпускались различными фирмами (например — «Twic Lyrec») на аудиокассетах и компакт-дисках, с 1999 года — на дисках MP3.
Во второй половине 1990-х была выпущена аудиосказка по мультфильму с текстом Александра Пожарова на аудиокассетах фирмой «Twic Lyrec».

## Выставки
- В галерее «На Солянке» в Москве состоялась выставка «Когда зажигаются ёлки. Шедевры новогодней анимации России XX века». В рамках выставки были показаны мультфильмы «Двенадцать месяцев», «Снеговик-почтовик», «Ночь перед Рождеством» и другие замечательные фильмы.[2]

## Отзывы
В следующих своих фильмах — «Сказка о мёртвой царевне и о семи богатырях» (1951) по Пушкину, «Снегурочка» (1952), полнометражной рисованной картине по пьесе Островского, «Двенадцать месяцев» (1956) по Маршаку — режиссёр Иванов-Вано продолжает искать воплощение своих замыслов в сочетании тем, образов, языка, стиля большой литературы с изобразительной и музыкальной драматургией, лежащей в основе сказочной мультипликационной фантастики. При этом важно отметить, что гармоничное сложение трех потоков — традиционных национально-изобразительных мотивов, классической музыки и литературы — как бы помножено на современное мировосприятие художника, на гражданственность и гуманизм, составляющие суть его творческой позиции.— Асенин С.В.

На протяжении нескольких десятилетий неустанно разрабатывает Иванов-Вано великолепный, сверкающий и неистощимый пласт русской сказки. Сказки народной и сказки литературной, близкой по духу народной… В «Сказке о царе Дурандае» мы находим как бы запев русской темы Иванова-Вано. Темы, которой так или иначе не минует большинство его фильмов. Она прозвучит в коротенькой «Зимней сказке» — поэтической фантазии, сотканной из снега и наивных волшебств рождественского леса, положенных на музыку П. И. Чайковского; блестками засверкает в «Коньке-Горбунке», триумфально обошедшем весь мир; в той или иной мере отразится в «Гусях-лебедях», в «Сказке о мертвой царевне и о семи богатырях», в «Снегурочке» и в «Двенадцати месяцах»…— Абрамова Н.
По мнению историка культуры Марии Майофис, «Двенадцать месяцев» в том числе высмеивает сталинский тоталитаризм, бездумное распоряжение чужими жизнями. В частности, в сцене урока, на котором королева повелевает казнить одного из своих подданных только потому, что слово «казнить» более короткое, чем «помиловать».